# Samtgemeinde Zeven
De Samtgemeinde Zeven is een Samtgemeinde in de Duitse deelstaat Nedersaksen. Het is een samenwerkingsverband van 4 kleinere gemeenten in het midden van Landkreis Rotenburg. Het bestuur is gevestigd in het stadje Zeven.

## Deelnemende gemeenten
- Elsdorf, 2.004 inwoners, inclusief Rüspel en 8 gehuchten
- Gyhum , uit te spreken als "Jeem"; 2.357 inwoners; inclusief Bockel, Nartum en nog enkele kleine dorpen en gehuchten
- Heeslingen,  dat door de inwoners Heeßel wordt genoemd; 4.812 inwoners, incl. 10 omliggende dorpen en gehuchten, waarvan Wense met ruim 300 inwoners het belangrijkste is
- Zeven , 13.809 inwoners; incl. de omliggende dorpen en gehuchten Badenstedt, Bademühlen, Brauel, Brüttendorf, Oldendorf en Wistedt.

## Ligging, verkeer, vervoer

### Wegverkeer
Dicht bij Elsdorf (11 km ten zuidoosten van Zeven) bevindt zich afrit 48 van de Autobahn A1, die daar de weg van Scheeßel (ten zuidoosten van Elsdorf) naar Zeven kruist.
Bij Bockel, gemeente Gyhum, ligt afrit 49 van deze snelweg. Hier is een zgn. Autohof gelegen, met drie fastfood-restaurants en twee tankstations.
Heeslingen ligt aan de provinciale weg Buxtehude- Ahlerstedt- Zeven. Heeslingen ligt 4 km ten oosten van de stad Zeven.

### Openbaar vervoer
Het openbaar vervoer in de streek is beperkt. Er rijden vanaf het busstation in het stadje Zeven vier hoofdlijndienstbussen, en wel  naar Rotenburg (Wümme), Bremervörde, via Heeslingen naar Tostedt en naar station Bremen Hauptbahnhof v.v.. Deze bussen rijden voornamelijk in de ochtendspits en in de namiddag na het uitgaan van de scholen. Daarbuiten rijden de bussen slechts enkele keren per dag, en doorgaans niet op zon- en feestdagen. Naast deze 4 hoofdlijnen zijn er nog enkele kleine diensten van buurtbussen en scholierenbussen.
Zeven heeft drie stationnetjes, en Heeslingen  één, aan het -in de jaren 2016-2018 opgeknapte- goederenspoorlijntje Zeven-Tostedt. 
Zeven en Elsdorf liggen daarnaast aan een kleine spoorlijn, die Rotenburg (Wümme) met Bremervörde verbindt. Ook over deze spoorlijn rijden alleen goederentreinen.

## Economie
In Zeven zijn enkele tamelijk grote fabrieken gevestigd (100-500 werknemers), te weten: 
- Een fabriek van rubber producten, zoals rubber handschoenen en condooms, dit bedrijf exporteert ook naar Nederland;
- Een grote zuivelfabriek, en een fabriek, die allerlei producten met eieren als grondstof maakt; beide ondernemingen hebben afnemers in geheel Duitsland;
- Een fabriek, die speciale onderdelen voor pijpleidingen aan boord van schepen, in olieraffinaderijen en in energiecentrales maakt.

De stad Zeven herbergt daarnaast een groot aantal ondernemingen, die als midden- en kleinbedrijf te beschouwen zijn. Opvallend is, dat de stad nog een kleine, eigen coöperatieve spaarbank heeft, zij het in samenwerking met een groter Duits bankbedrijf.
De Samtgemeinde wordt verder grotendeels gekenmerkt door boerenland. Vooral de veeteelt is van belang. Hiermee in nauw verband staat de vestiging in Heeslingen van Fricke. Dit bedrijf met wereldwijd tientallen vestigingen, ook in Nederland en België, en enige duizenden medewerkers  heeft in Heeslingen zijn hoofdkantoor en een grote werkplaats en opslaghal. Fricke handelt o.a. in land- en tuinbouwmachines en -voertuigen, en produceert daar in licentie zelf reserveonderdelen voor.

## Geschiedenis

### Algemeen
Het gebied van de Samtgemeinde Zeven behoorde vanaf de middeleeuwen tot het Prinsaartsbisdom Bremen. In de Dertigjarige Oorlog werd het gebied enige malen door oorlogsgeweld getroffen. Na de Vrede van Osnabrück in 1648 behoorde het tot het door Zweden geregeerde Bremen-Verden , sinds  1715, in delen van het gebied met een korte onderbreking door Franse bezetting in de Zevenjarige Oorlog,  tot het Hertogdom Brunswijk-Lüneburg, na de Napoleontische tijd,  van 1815 tot 1866 tot het Koninkrijk Hannover, waarna de heerschappij van Koninkrijk Pruisen en van 1871-1919 het Duitse Keizerrijk volgde.

### Stad Zeven
Het gebied van de huidige stad en deelgemeente Zeven was reeds in de prehistorie bewoond. Zowel uit de Midden-Steentijd, de Jonge Steentijd, de Bronstijd (ruim 30  grafheuvels) als de IJzertijd zijn daar sporen van menselijke activiteit aangetroffen. Belangrijk hiervoor is de Steinalkenheide bij het tot Zeven behorende dorpje Badenstedt.
In een document dat met keizer Otto III uit 986 in verband staat, en dat de tiend- en andere wereldlijke rechten van het klooster Heeslingen regelde, wordt melding gemaakt van „kivinan à Heeslingen“. Latere vormen van deze naam (waarvan de herkomst en betekenis onbekend zijn) luidden Sciuena (1141), Cyuena (1158), Scevena en Tzevena, uiteindelijk Zeven. In 1141 verhuisde het benedictijner nonnenklooster van Heeslingen (zie onder), dat Sint Vitus als beschermheilige had, naar Zeven, dat zich rondom dit klooster ontwikkelde tot een vlek met onder andere marktrecht. In 1609, duidelijk later dan bij andere kloosters in de regio het geval was,  werd het klooster ten gevolge van de Reformatie evangelisch-luthers. Na de Vrede van Osnabrück in 1648 werd het klooster door de nieuwe Zweedse machthebbers geseculariseerd en hield op te bestaan.
Zeven was in 1694 en 1757 de locatie van (in het voormalig klooster gehouden) diplomatiek overleg: in 1694 omtrent de politieke status van de stad Bremen, en in 1757 een mislukte, want door Engeland niet erkende, vredesconferentie omtrent beëindiging van de Zevenjarige Oorlog.
Zeven behoort tot de plaatsen, waar rond 1825 Carl Friedrich Gauss landmeetkundig onderzoek verrichtte. Een aparte Gauß-Zimmer (beperkt te bezichtigen), waar de geleerde zijn waarnemingen en berekeningen uitwerkte, in het voormalige kloostercomplex herinnert hier nog aan.
In 1810 richtte een stadsbrand in Zeven grote schade aan. In de 19e eeuw daalde het inwonertal van Zeven door emigratie van een deel der -in de gehele streek sterk verarmde- bevolking naar de Verenigde Staten, en door regelmatig terugkerende uitbraken van cholera. In 1906 kreeg Zeven aansluiting op het spoorwegnet en begon de industrialisatie in de plaats. In 1929 mocht Zeven zich van de regering stad gaan noemen en het gemeentebestuur dienovereenkomstig aanpassen.
Na de Tweede Wereldoorlog steeg het inwonertal snel van circa 3.200 naar meer dan 7.000 mensen, door drie factoren: a. enige duizenden Heimatvertriebene uit onder andere Silezië en Oost-Pruisen werden in de streek opgevangen en gehuisvest; b. van de Britse bezettingstroepen (en na 1960 de Nederlanders) gingen vooral de officieren hier met hun gezinnen wonen; c. in Zeven vestigden zich een aantal middelgrote, industriële ondernemingen.
Ook na het vertrek van de militairen in 2006 bleef de plaats tamelijk welvarend. Door de aanleg van ringwegen werd de binnenstad verlost van zwaar doorgaand vrachtautoverkeer.

### Deelgemeente Heeslingen
Ook het dorpje Wense bij Heeslingen is een belangrijke plek voor archeologen. Zowel uit de Midden-Steentijd, de Jonge Steentijd, de Bronstijd (44 grafheuvels) als de IJzertijd zijn daar sporen van menselijke activiteit aangetroffen.
Van 961 tot 1141 bevond zich in Heeslingen een belangrijk nonnenklooster der benedictinessen; de huidige kerk is daarvan een restant. Het klooster verhuisde in 1141 naar het naburige Zeven, waar het al een huis bezat, waar het de tienden inde, waar het klooster recht op had. De reden van de verhuizing (op bevel van de bisschop en met instemming van de abdis) was onvoldoende kloosterdiscipline, omschreven als "onchristelijk gedrag".  Heeslingen, dat al in 1038 marktrecht verkreeg, heeft mogelijk als uitwijkplaats gediend voor mensen uit Hamburg, in tijden dat die stad door de Vikingen of de Abodriten werd bedreigd.

### Deelgemeente Gyhum
Bij Nartum bevindt zich een megalietmonument uit het Neolithicum, dat in de Duitse catalogisering van hunebedden en dergelijke. Sprockhoff-Nr. 651 heeft. Het dateert van circa 3500-2800 v.Chr. en wordt toegeschreven aan de dragers van de Trechterbekercultuur. Het monument heeft ter plaatse de bijnaam Hünenkeller. Ook uit de Bronstijd en de IJzertijd zijn door archeologen bewoningssporen teruggevonden.

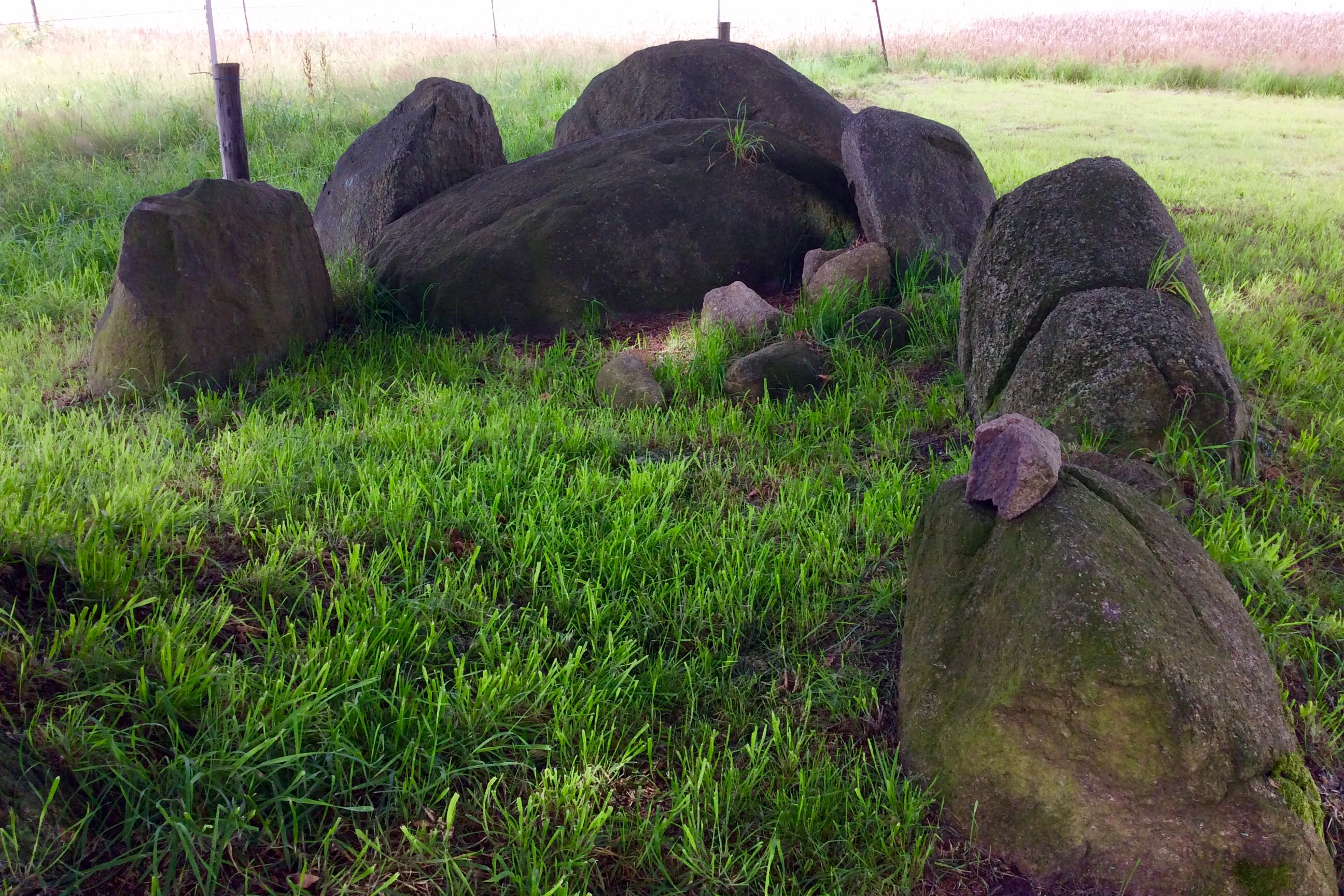
Großsteingrab Nartum
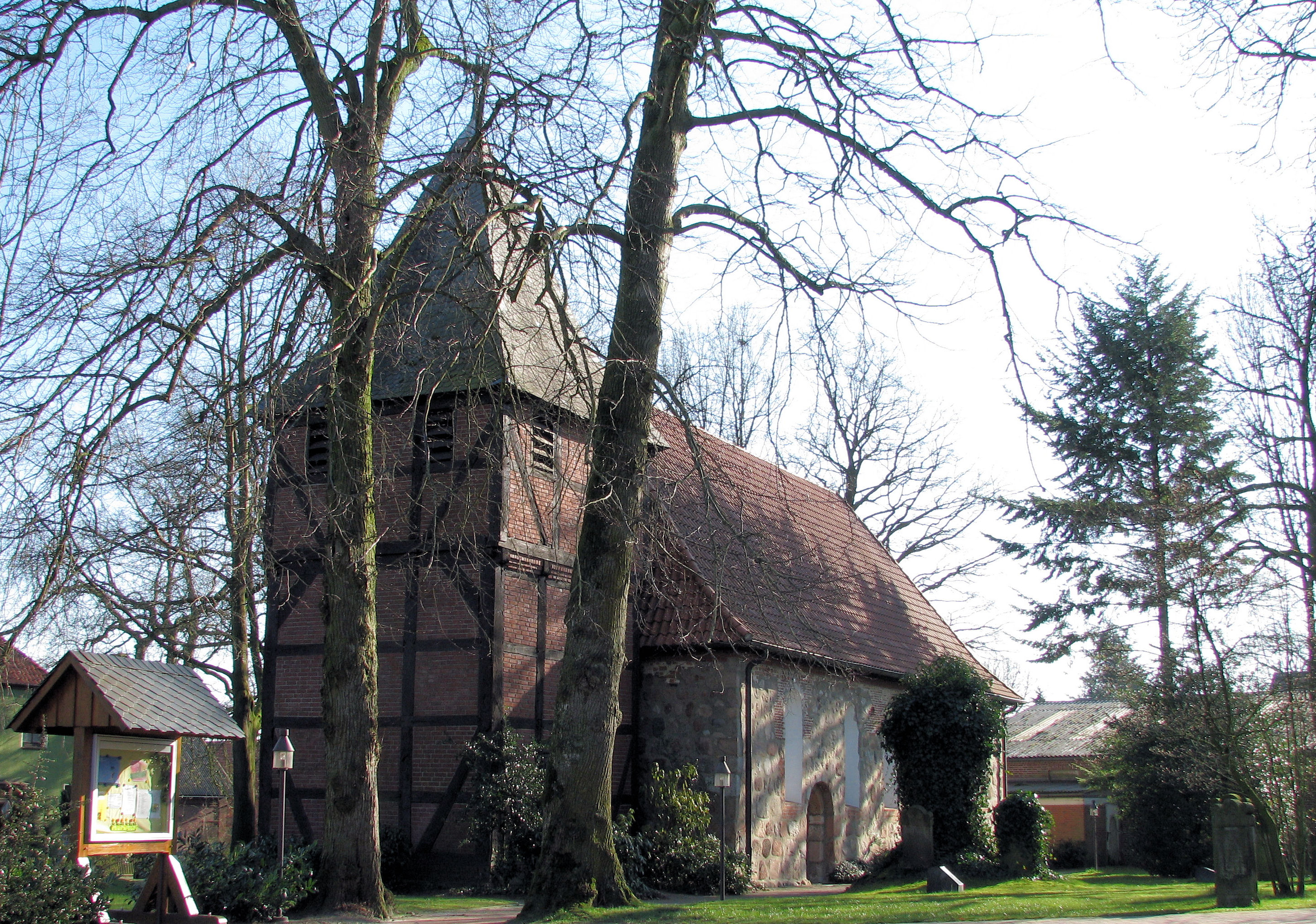
St. Margarethakerk te Gyhum

De kerk van Gyhum dateert in haar kern uit de 11e eeuw en is een van de oudste kerken in de streek tussen de Wezer en de Elbe. Rond 1200 bestond er een ridderlijk geslacht, Von Geihem, dat enige tijd de rechterlijke macht in het dorp uitoefende. De Reformatie kan te Gyhum op ca. 1525 worden gedateerd.
Gyhum lag tijdens de Zevenjarige Oorlog enige tijd in door Frankrijk bezet gebied. Het was in de winter van 1757/1758 een hoofdkwartier (Camp de Gihum) van de troepen van maarschalk Richelieu. Dit was Louis François Armand de Vignerot du Plessis, achterneef van de bekende Kardinaal de Richelieu, Frans veldheer en later hof-intrigant (1696-1788).
In 1848 ging helaas bij een brand in de pastorie het -belangrijke- lokale archief verloren. Na de Tweede Wereldoorlog groeide het plaatsje sterk door de bouw van een woonwijk voor de hier opgevangen Heimatvertriebene.

## Bezienswaardigheden
- De monumentale 12e-eeuwse St.-Vituskerk te Zeven, die in 1867 gesloopt zou worden, maar op voorspraak van Conrad Wilhelm Hase, een befaamd architect uit Hannover, in 1872 werd gerestaureerd, behoorde van oorsprong tot het oude benedictinessenklooster. Het interieur van de kerk is kunsthistorisch van belang. Daartoe behoren o.a. een monumentaal vroeg-13e-eeuws crucifix, twee grafstenen van rond het jaar 1400, 15e-eeuwse plafondschilderingen (de gelijkenis van de 5 wijze en de 5 dwaze maagden[3]), een kansel uit 1565, een tweede kansel, bedoeld voor een voorzanger, een 16e-eeuws stenen beeld van Sint-Vitus en een messing kroonluchter uit 1660. De orgelkast dateert van rond 1750.
- In het naast de St.-Vituskerk gelegen restant van het benedictinessenklooster is het Museum Kloster Zeven, het streekmuseum van Zeven gevestigd. Het is mede aan de (interessante) geschiedenis van dit oude klooster gewijd en herbergt een muntenschat uit Heeslingen (16e eeuw).
- Het nabijgelegen ChristinenHaus, waar  koningin Christina I van Zweden eens gelogeerd zou hebben, is een dependance van dit museum. Kunstschilders en beeldhouwers (er is een beeldentuin achter het gebouw) uit de regio kunnen er hun werk (vaak voor het eerst) aan het publiek tonen. Aan de bekende schrijver Walter Kempowski, die in Haus Kreienhoop in Nartum gewoond heeft, is in het ChristinenHaus een speciale tentoonstellingsruimte gewijd.
- De duizend jaar oude St. Margarethakerk te Gyhum (deels romaans, 11e eeuw; deels 17e/18e eeuw).
- De in 961 gebouwde St.Vituskerk te Heeslingen, overblijfsel van het oude klooster; de kerk ligt fraai op een heuveltje boven de Oste.
- Heimathaus (dorpsmuseum) Heeslingen, gevestigd in een fraaie 19e-eeuwse vakwerkboerderij, die rond 1985 elders gesloopt moest worden, met zorg is gedemonteerd en hier, aan het water, weer opgebouwd.
- Watermolen Bademühlen aan de Bade, een zijbeek van de Oste in het ten westen van Zeven gelegen gehucht van die naam, is na restauratie maalvaardig als graanmolen. Af en toe zijn er voor publiek toegankelijke maaldemonstraties.
- De plaatselijke modelspoorbaanclub is ook in het bezit van een echt treintje en voert daarmee enkele malen per jaar korte toeristische ritten over de spoorbaan bij station Zeven uit.

## Afbeeldingen

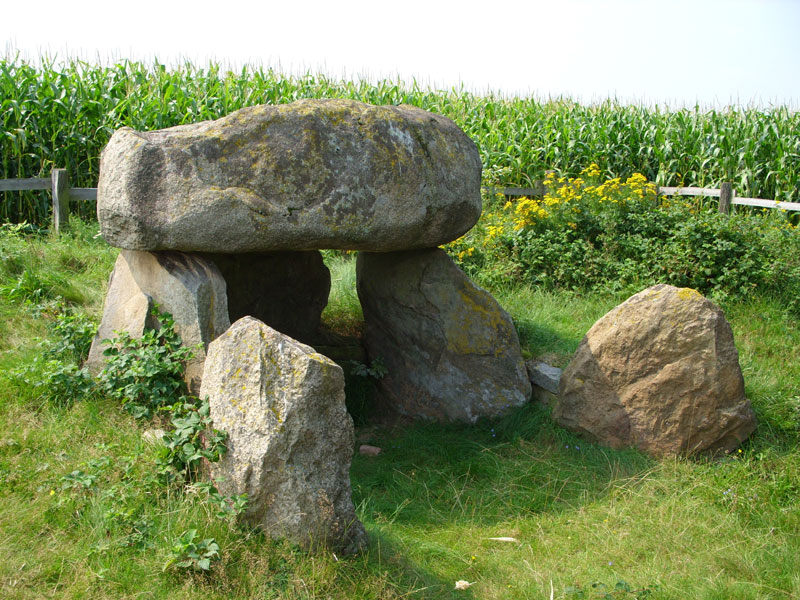
Großsteingrab Badenstedt, Sprockhoff-Nr. 648, op de Steinalkenheide ten zuidoosten van Badenstedt
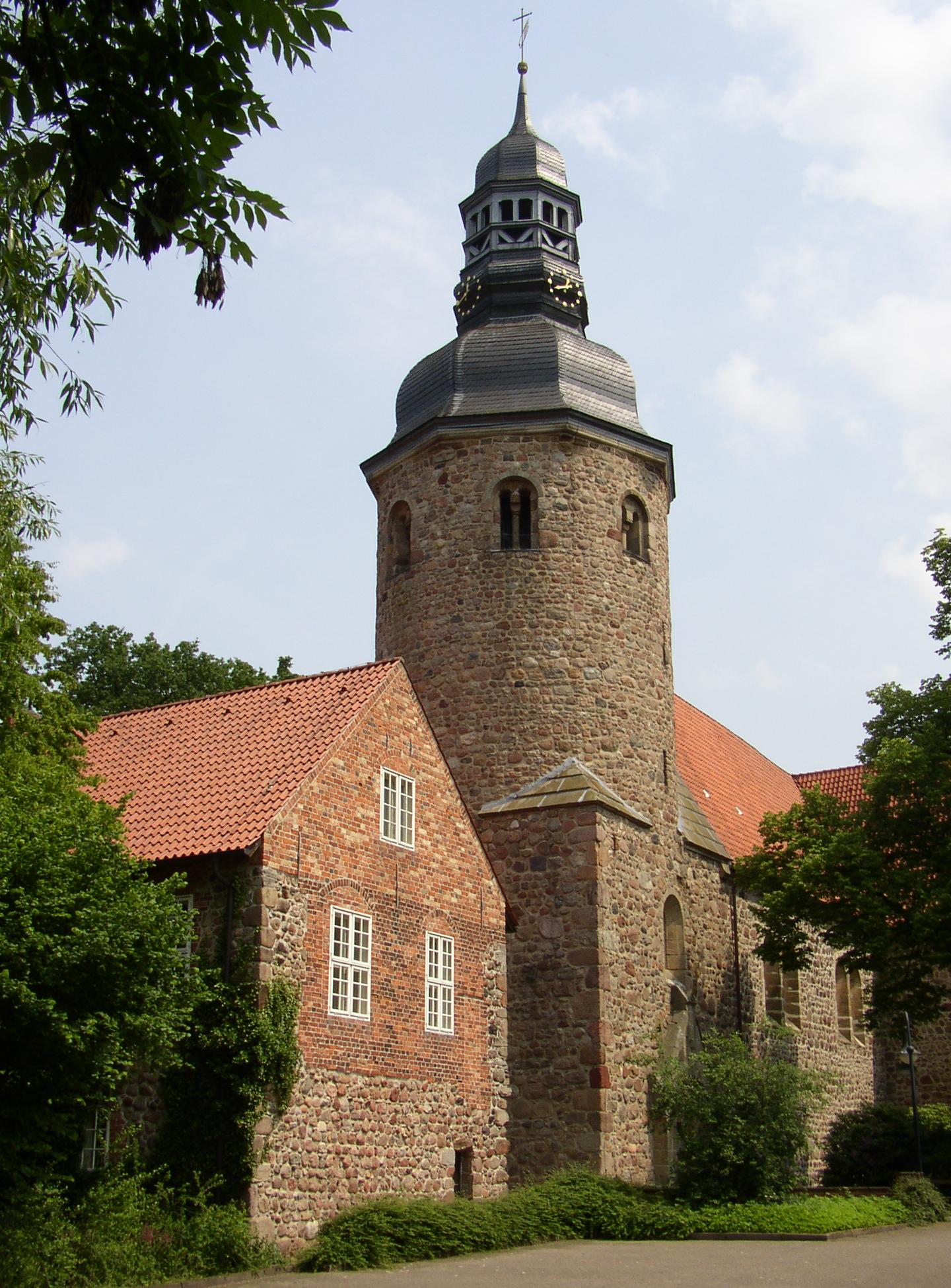
Sint-Vituskerk te Zeven
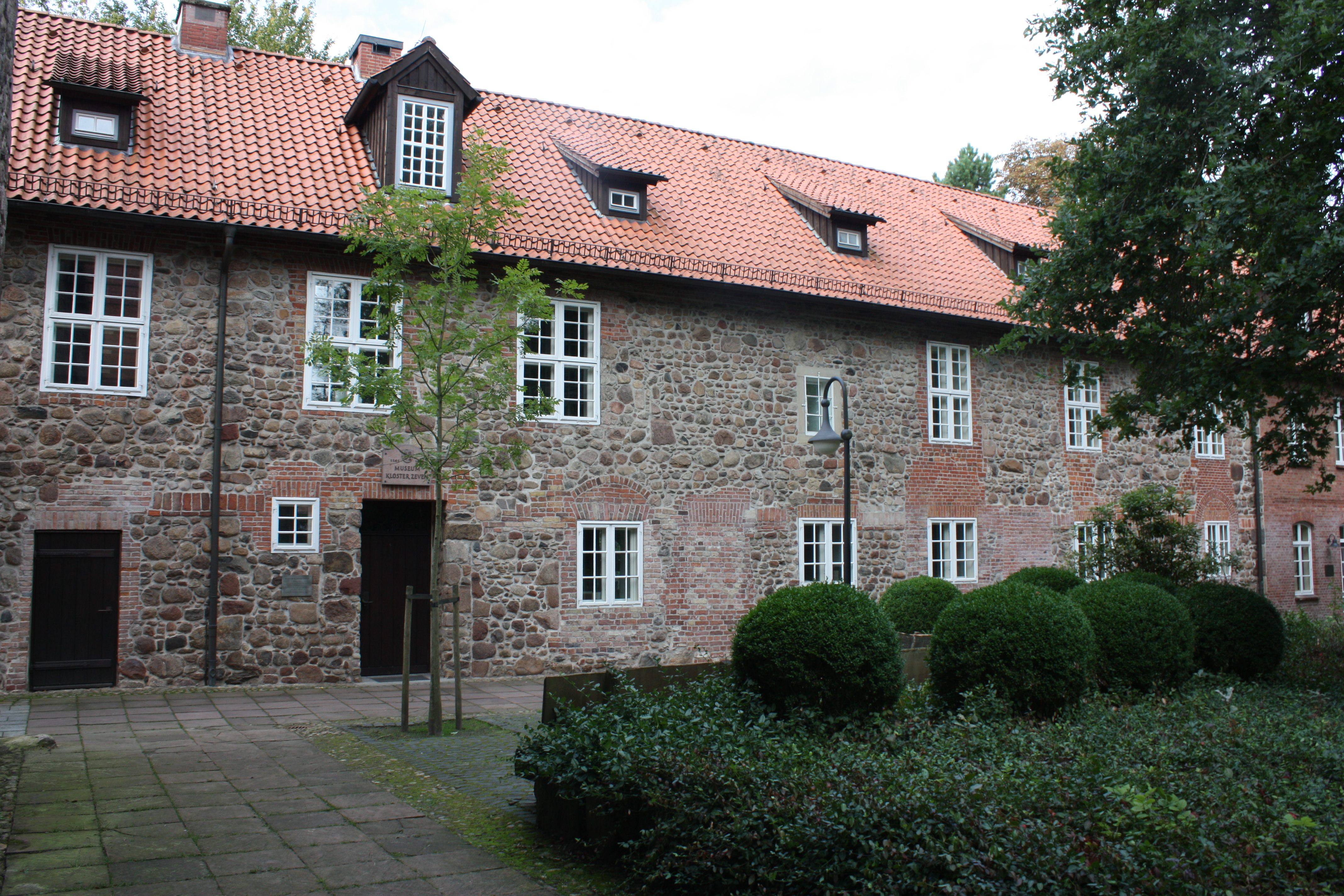
Restant Klooster Zeven, thans museum
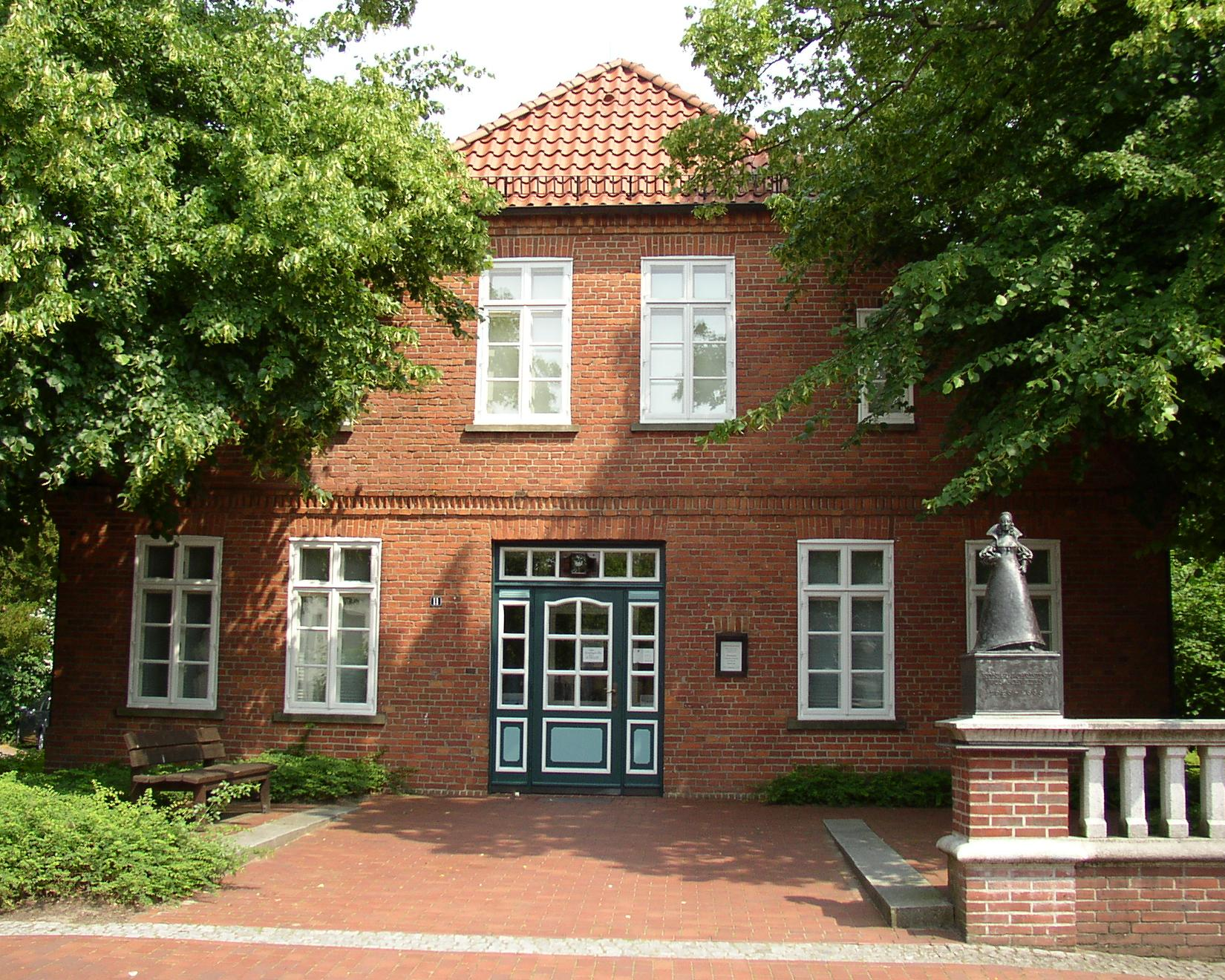
„ChristinenHaus“
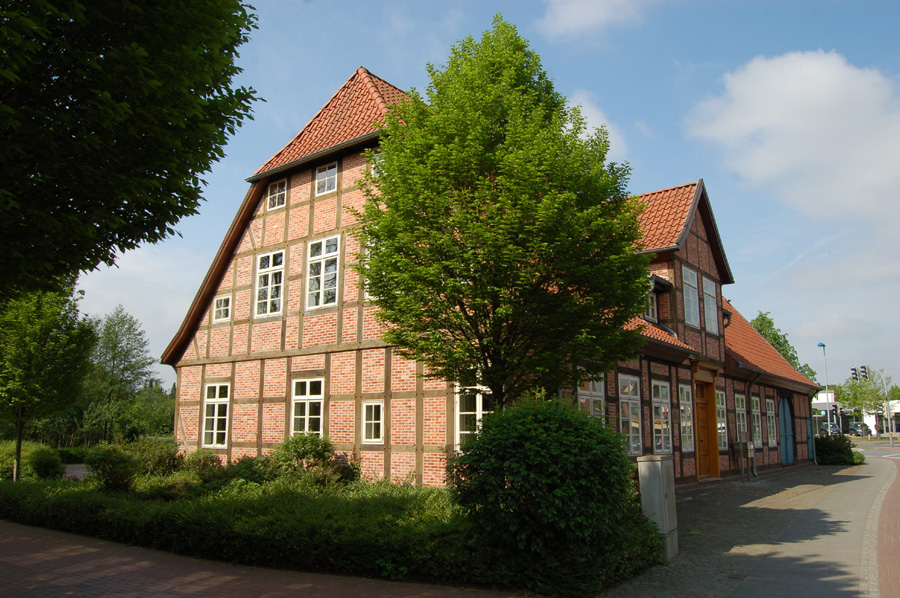
Alte Posthaterei (1810), in gebruik als bedrijfsverzamelgebouw
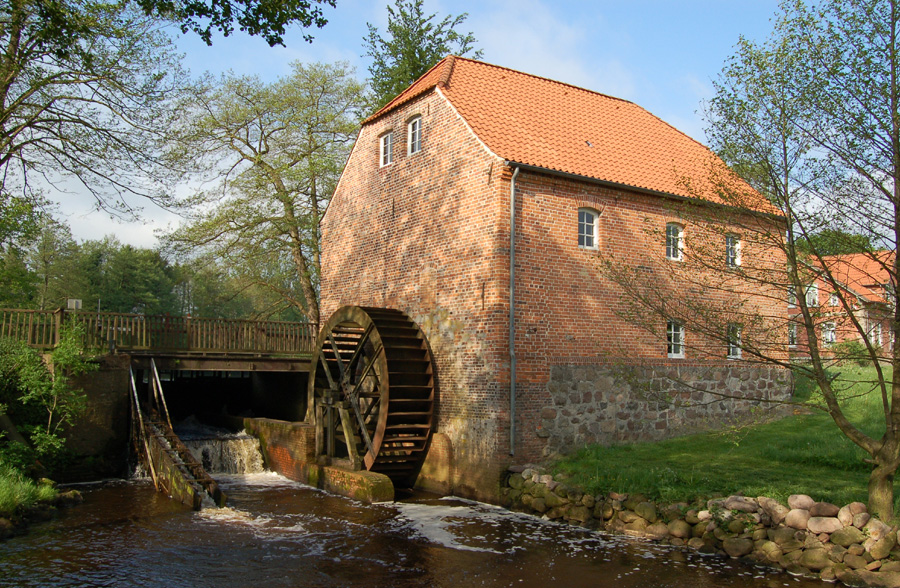
Watermolen Bademühlen
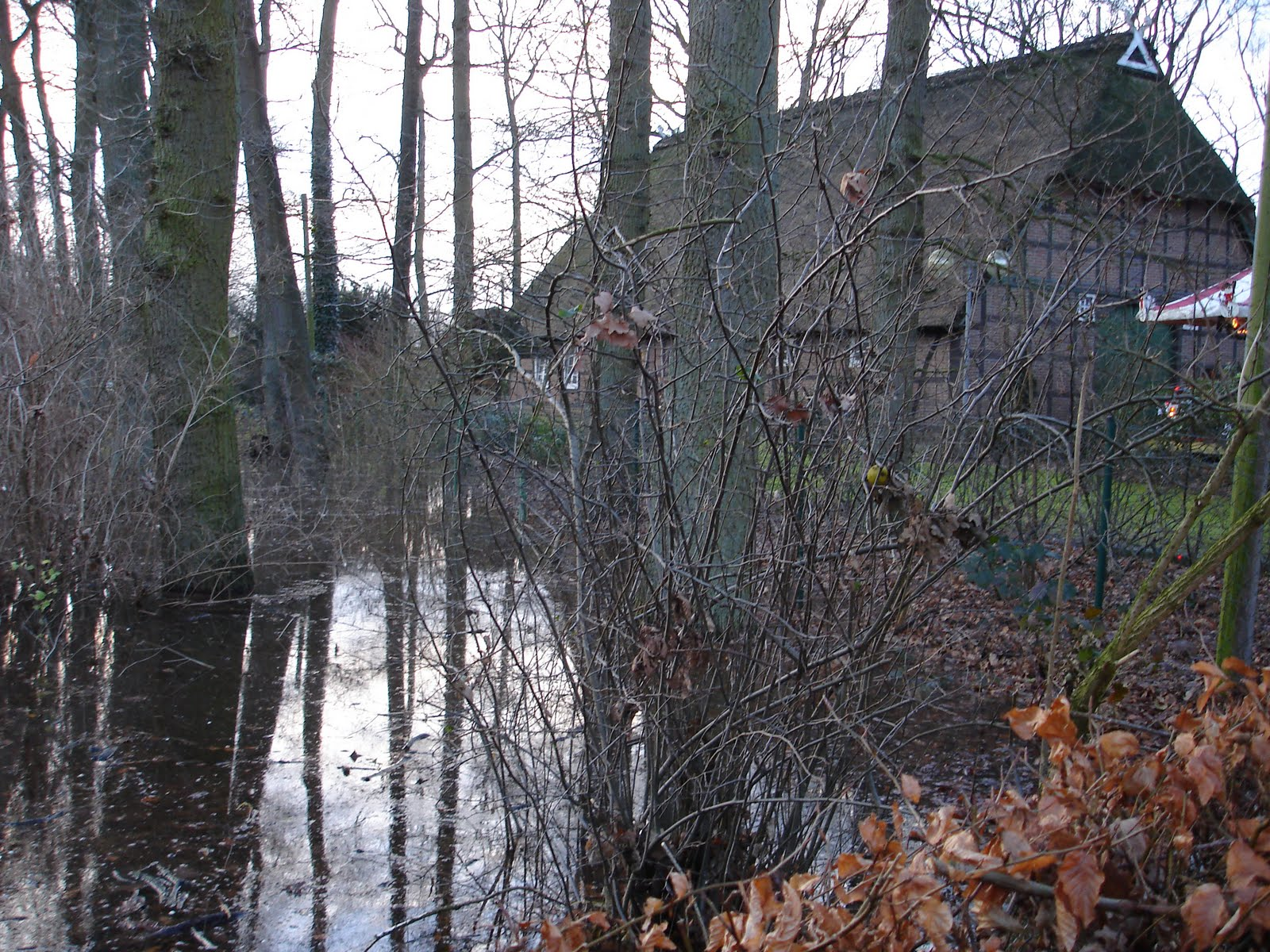
Heimathaus (dorpsmuseum) Heeslingen
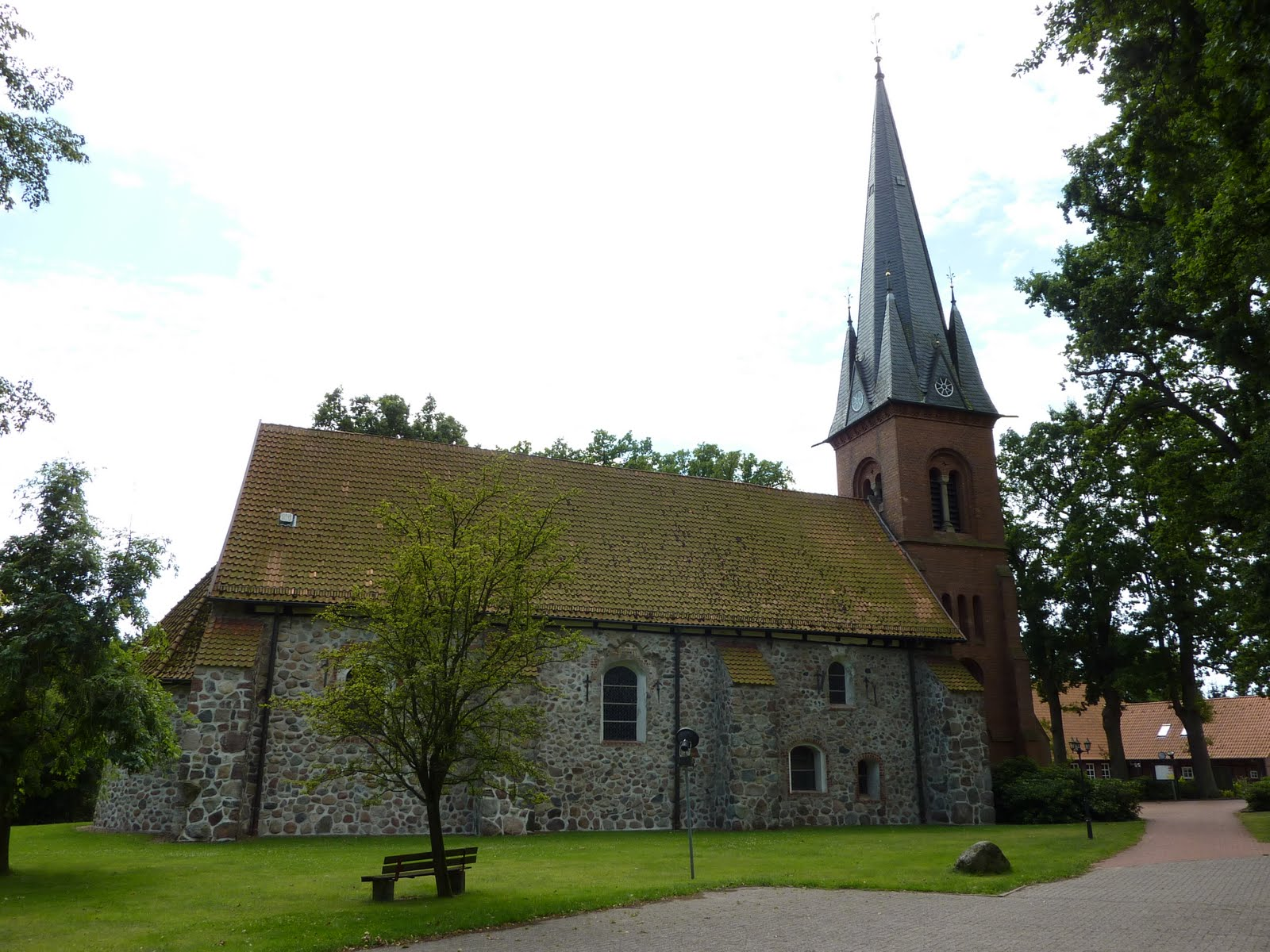
Heeslingen, St.-Vituskerk

## Belangrijke personen in relatie tot de gemeente

### Geboren
- Philipp Bargfrede (*1989 te Zeven): profvoetballer.  Ook zijn vader Hans-Jürgen (*1959 te Zeven) was profvoetballer (middenvelder) en ook voetbaltrainer van de plaatselijke amateurclub te Heeslingen, maar als speler juist iets minder talentvol dan Philipp.
- Fynn Kliemann (* 1 mei 1988 in Zeven): webdesigner, zakenman, pop-musicus, schrijver, acteur en in Nedersaksen zeer populair youtuber. Onderwerpen: humor, op handige of juist onhandige manier doe-het-zelven (Kliemannsland) en muziek. Kliemannsland, gesitueerd te Rüspel, is een soort virtuele onafhankelijke staat voor doe-het-zelvers.

### Overigen
- Walter Kempowski (Rostock, 1929 - Rotenburg (Wümme), 2007): schrijver, was van 1965-1975 basisschoolleraar te Nartum, gem. Gyhum en van 1975-1979 te Zeven zelf.